# Palicourea chignul
Palicourea chignul är en måreväxtart som beskrevs av Charlotte M. Taylor. Palicourea chignul ingår i släktet Palicourea och familjen måreväxter. Inga underarter finns listade i Catalogue of Life.